# Nigel Farage

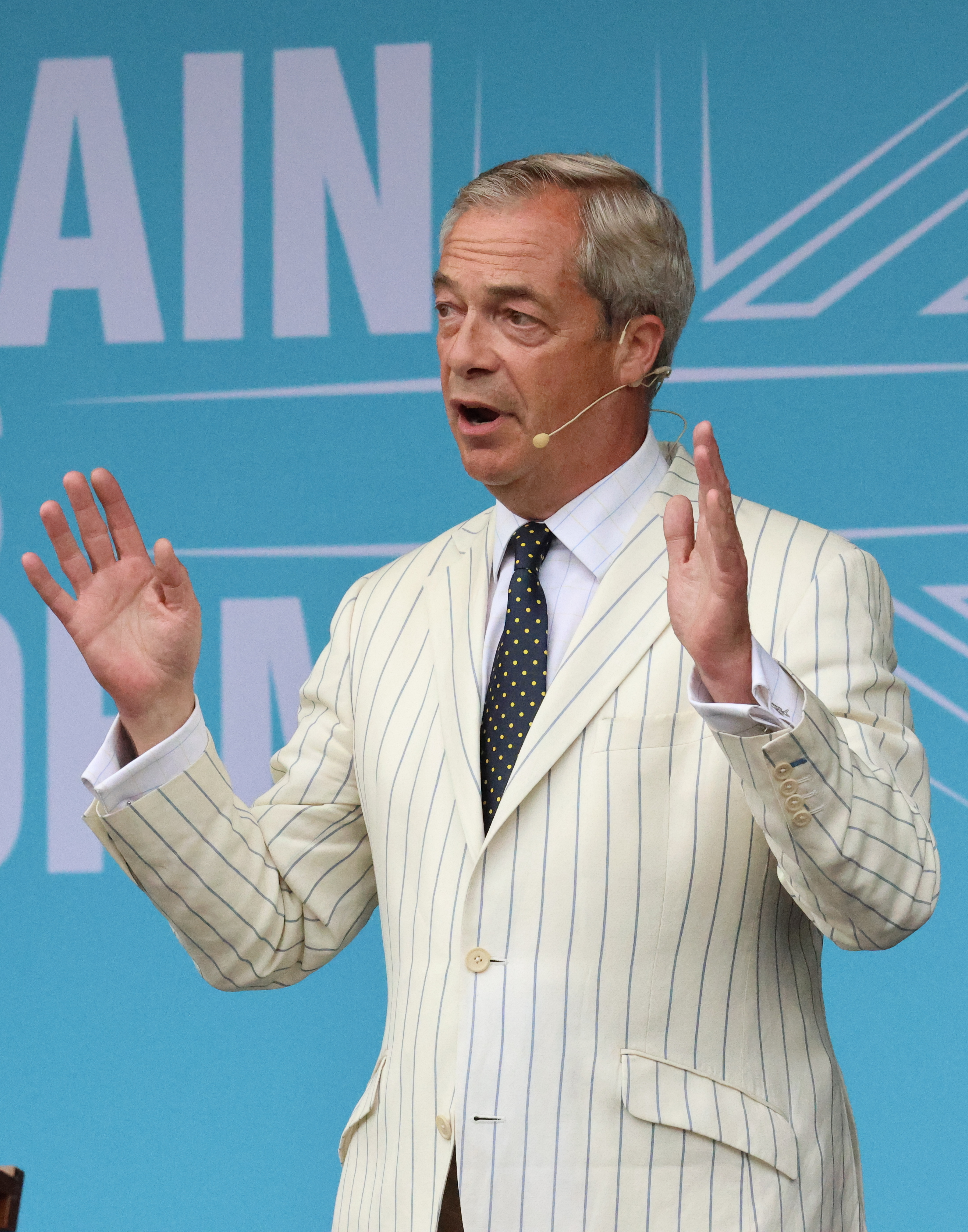
Nigel Farage (Juni 2024)

Nigel Paul Farage [ˈfærɑːʒ] (* 3. April 1964 in London) ist ein britischer Politiker, Mitglied des House of Commons, Kommentator, Autor und Radiomoderator. Farage war Gründungsmitglied der UK Independence Party (UKIP) und deren langjähriger Vorsitzender (2006–2009, 2010–2016). 2019 wurde er Mitgründer der Brexit Party (1/2021 in Reform UK umbenannt), deren Vorsitz er von 2019 bis 2021 innehatte. Am 3. Juni 2024 übernahm er erneut die Parteiführung.
Farage war Mitglied des Europäischen Parlaments von 1999 bis zum Austritt des Vereinigten Königreichs aus der Europäischen Union 2020. Er war Vorsitzender verschiedener EU-skeptischer Fraktionen im EU-Parlament.
Farage tritt seit den frühen 1990er Jahren als prominenter EU-Kritiker auf. Er verließ nach der Unterzeichnung des Maastricht-Vertrags 1992 die Konservative Partei und wurde Gründungsmitglied von UKIP. Nach erfolglosen Antritten bei EU- und Parlamentswahlen von 1994 bis 1997 wurde er in der EU-Wahl 1999 in das EU-Parlament gewählt, wo er 2004, 2009, 2014 und 2019 wiedergewählt wurde. Dort war er Präsident der Fraktionen Unabhängigkeit/Demokratie (2004–2009), Europa der Freiheit und der Demokratie (2009–2014) und Europa der Freiheit und der direkten Demokratie (2014–2019). Er war bekannt für seine Reden und seine wortstarke Kritik an der Euro-Währung.
Farage wurde 2006 Parteichef von UKIP und führte die Partei in die EU-Wahlen von 2009, wo sie vor Labour und den Liberaldemokraten das zweitbeste Ergebnis erzielte. Er trat im November 2009 zurück, um sich auf den Wahlkampf in Buckingham, dem Wahlkreis des damaligen Sprechers des Unterhauses John Bercow zu konzentrieren, wo er bei den Unterhauswahlen 2010 Dritter wurde. Im November 2010 wurde Farage nach dem Rücktritt von Malcolm Pearson erneut zum Vorsitzenden der Unabhängigkeitspartei gewählt.
Farage wurde 2013 vom Daily Telegraph als einflussreichster Politiker der britischen Rechten hinter Premierminister David Cameron eingestuft. The Times ernannte ihm zum „Briten des Jahres“ 2014. Bei den EU-Wahlen 2014 wurde Farages UKIP mit 24 Sitzen stärkste Partei. Zum ersten Mal seit 1910 errang damit eine Partei in einer nationalen Wahl mehr Sitze als Labour und Tories. Der Wahlsieg erhöhte den Druck auf Premier Cameron, eine Volksabstimmung über den Verbleib in der EU abzuhalten.
Bei den Unterhauswahlen 2015 verdrängte UKIP mit 12,6 Prozent (3,8 Millionen Stimmen) die Liberaldemokraten als drittstärkste Partei, konnte aber unter den Bedingungen des britischen Mehrheitswahlrechts nur einen einzigen Parlamentssitz erringen. Farage kündigte seinen Rücktritt an, nachdem er das angestrebte Mandat in South Thanet verpasst hatte, blieb aber schließlich Parteichef, nachdem sein Rückzug abgelehnt worden war.
Farage spielte eine prominente Rolle in der erfolgreichen Kampagne für den Brexit im EU-Mitgliedschaftsreferendum 2016. Er zog sich danach vom Posten als UKIP-Chef zurück, blieb aber Abgeordneter im EU-Parlament. Im Dezember 2018 trat Farage aus UKIP aus und gründete – frustriert über die Verzögerung des Austritts durch die Regierung Theresa May – 2019 die Brexit Party. Diese wurde bei den EU-Wahlen 2019 die größte einzelne Partei aus einem EU-Mitgliedsland, die im EU-Parlament vertreten ist.
Nachdem Farage zunächst angekündigt hatte, bei der vorgezogenen Unterhauswahl am 4. Juli 2024 nicht mehr anzutreten, erklärte er am 3. Juni 2024 doch seine erneute Kandidatur und gewann bei der Wahl einen Sitz im Unterhaus.

## Leben
Farage wurde 1964 als einer von zwei Söhnen eines Börsenmaklers geboren, der in der City of London arbeitete. Sein Vater war alkoholabhängig und verließ die Familie, als Nigel ein Kind war.
Farage besuchte bis 1982 das private Internat Dulwich College in London. Im Alter von 21 Jahren erkrankte er an einem Teratom, einem bösartigen Hodentumor. Farage wurde geheilt. Er arbeitete nach dem Schulabschluss als Broker für Maclaine Watson. Farage war nach der Übernahme von Maclaine Watson für die Investmentbank Drexel Burnham Lambert, die Bank Crédit Lyonnais, das Wertpapierhandelsunternehmen Refco und die Investmentbank Natixis tätig. Am 6. Mai 2010 erlitt er Verletzungen, als ein Kleinflugzeug, das ein UKIP-Werbebanner zog, eine Bruchlandung machte.

## Politische Laufbahn

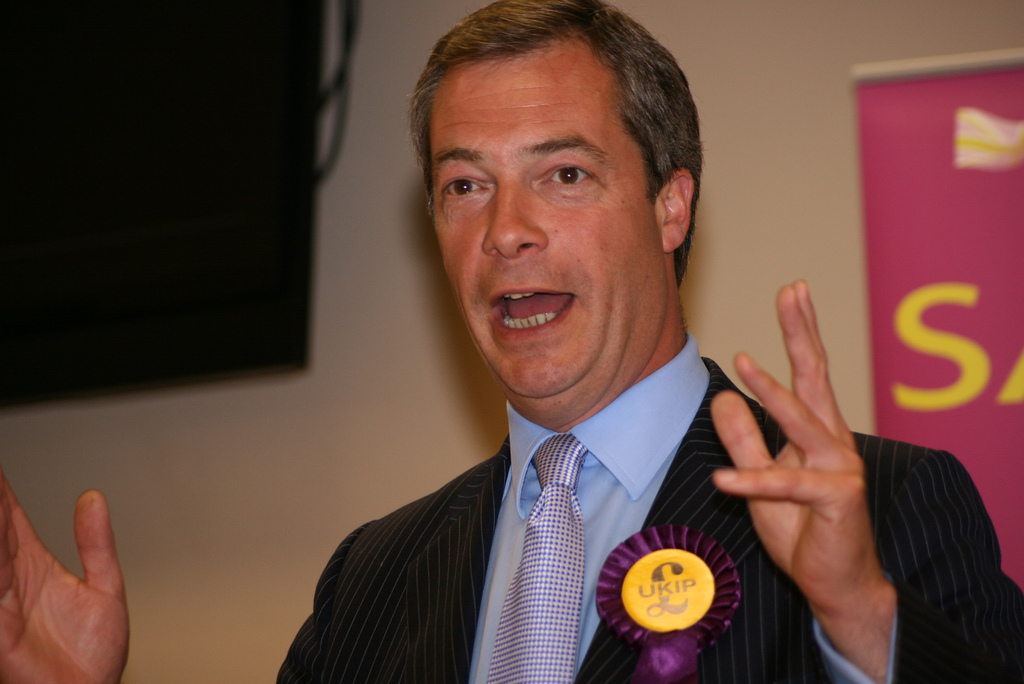
Nigel Farage (2008)

Farage trat schon während seiner Schulzeit in die britische Konservative Partei ein; er trat 1992 wieder aus, als die konservative Regierung unter John Major den Vertrag von Maastricht unterzeichnete.

### UKIP
1993 war Farage eines der Gründungsmitglieder der UK Independence Party (UKIP), die einen Austritt Großbritanniens aus der Europäischen Union anstrebte.
Bei der Europawahl 1999 wurde Farage ins Europäische Parlament gewählt (als einer von drei UKIP-Abgeordneten), ebenso 2004 (einer von zehn), 2009 (einer von 13) und 2014 (einer von 24). Farage wurde Vorsitzender der Fraktion Unabhängigkeit/Demokratie sowie im September 2006 auch UKIP-Vorsitzender, nachdem er angekündigt hatte, durch eine straffere Parteiführung ihre Abgeordnetenzahl bei lokalen, nationalen und anderen Wahlen steigern zu wollen. UKIP solle aufhören, als eine Ein-Themen-Partei wahrgenommen zu werden, und für ihr Ziel des EU-Austritts („Brexit“) Verbündete in anderen Parteien suchen. Seine Kampagne Better Off Out („Draußen besser dran“) fand in anderen Parteien zunächst nur geringen Widerhall. Nach der Europawahl 2009 übernahm Farage zusammen mit Francesco Speroni den Vorsitz der Fraktion Europa der Freiheit und der Demokratie (EFD), der Nachfolgerin der Fraktion Unabhängigkeit/Demokratie.
Als Fraktionsvorsitzender fiel Farage durch verschiedene Kontroversen auf, bei denen er etwa eine durch eine Amnestie erlassene Bewährungsstrafe des französischen EU-Kommissars für Verkehr Jacques Barrot wegen Unterschlagung von zwei Millionen Pfund an Staatsgeldern öffentlich machte oder einen Segelurlaub anprangerte, den Kommissionspräsident José Manuel Barroso mit dem griechischen Multimilliardär Spiros Latsis auf dessen Yacht unternahm, einen Monat bevor die EU-Kommission unter Barrosos Vorgänger Romano Prodi eine griechische Staatsbeihilfe von 10,3 Millionen Euro für Latsis’ Reederei bewilligt hatte. 2010 zweifelte er die Rechtmäßigkeit der Methode an, mit der Herman Van Rompuy als Präsident des Europäischen Rates ins Amt gekommen war, da dieser vorher politisch völlig unbekannt gewesen sei. Er attestierte Rompuy das „Charisma eines feuchten Lappens“ mit dem „Erscheinungsbild eines untergeordneten Bankangestellten“ und bezeichnete Belgien als „so ziemlich ein Nicht-Land“ („pretty much a non-country“), woraufhin ihm eine Geldbuße in Höhe von 3000 Euro auferlegt wurde und er eine Entschuldigung an Bankangestellte aussprach.
Im Zuge der Vorbereitung für die britische Unterhauswahl 2010 kündigte Farage im September 2009 seinen Rücktritt als UKIP-Parteichef an, um sich auf seine Kandidatur gegen John Bercow, den Speaker of the House, zu konzentrieren. Sein Nachfolger im Vorsitz der UKIP wurde Malcolm Pearson, der allerdings im August 2010 zurücktrat. Farage, dessen Unterhauskandidatur erfolglos geblieben war, kandidierte daraufhin erneut für den UKIP-Vorsitz und gewann bei der parteiinternen Wahl gegen David Campbell Bannerman, Tim Congdon und Winston McKenzie.
Als EU-Parlamentarier war Farage in der Periode von 2009 bis 2014 als Co-Vorsitzender der Fraktion Europa der Freiheit und der Demokratie Mitglied in der Konferenz der Präsidenten. Ansonsten war Farage in keinen Ausschüssen oder Delegationen tätig.
Im Zusammenhang mit der Staatsschuldenkrise im Euroraum und dem Rettungspaket sprach sich Farage klar gegen die Rettungsaktion für Griechenland aus und bezeichnete diese als Manöver, um von den Problemen in Spanien und Italien abzulenken.
Nachdem er bei der Unterhauswahl 2015 im britischen Wahlkreis Thanet South seinem Gegenkandidaten Craig Mackinlay von der Konservativen Partei unterlegen war, erklärte Farage, wie er für diesen Fall angekündigt hatte, seinen Rücktritt als Parteivorsitzender der UKIP, was jedoch am 11. Mai 2015 vom Parteivorstand abgelehnt wurde.

### EU-Austrittsreferendum und die Zeit danach
Farage gilt als eine Schlüsselfigur für den Abstimmungserfolg der Brexit-Befürworter beim EU-Referendum am 23. Juni 2016. Er engagierte sich vehement im Wahlkampf. Bei dem Referendum stimmten 72,1 % der Wahlberechtigten ab – 51,9 % der Stimmen für einen Brexit („Leave“) und 48,1 % dagegen („Remain“).
Am 4. Juli 2016 gab Farage überraschend bekannt, dass er sein Amt als UKIP-Parteichef abgeben werde, weil er sein Ziel erreicht habe, das Vereinigte Königreich aus der EU zu führen. Er wurde mit den Worten zitiert: „Ich will mein Leben zurück.“
Am 11. Januar 2018 sagte Farage in einer Talkshow, er könne sich ein zweites Brexit-Referendum vorstellen. Am 17. August 2018 schrieb Farage in einer Kolumne, es sei an der Zeit, der politischen Klasse in Westminster eine Lektion zu erteilen. Er werde mit der Kampagne Leave Means Leave durchs Land ziehen, um gegen den Brexit-Plan der Regierung May zu protestieren und für einen harten EU-Austritt zu kämpfen.

### Präsidentschaftswahlkampf in den Vereinigten Staaten 2016 und 2020

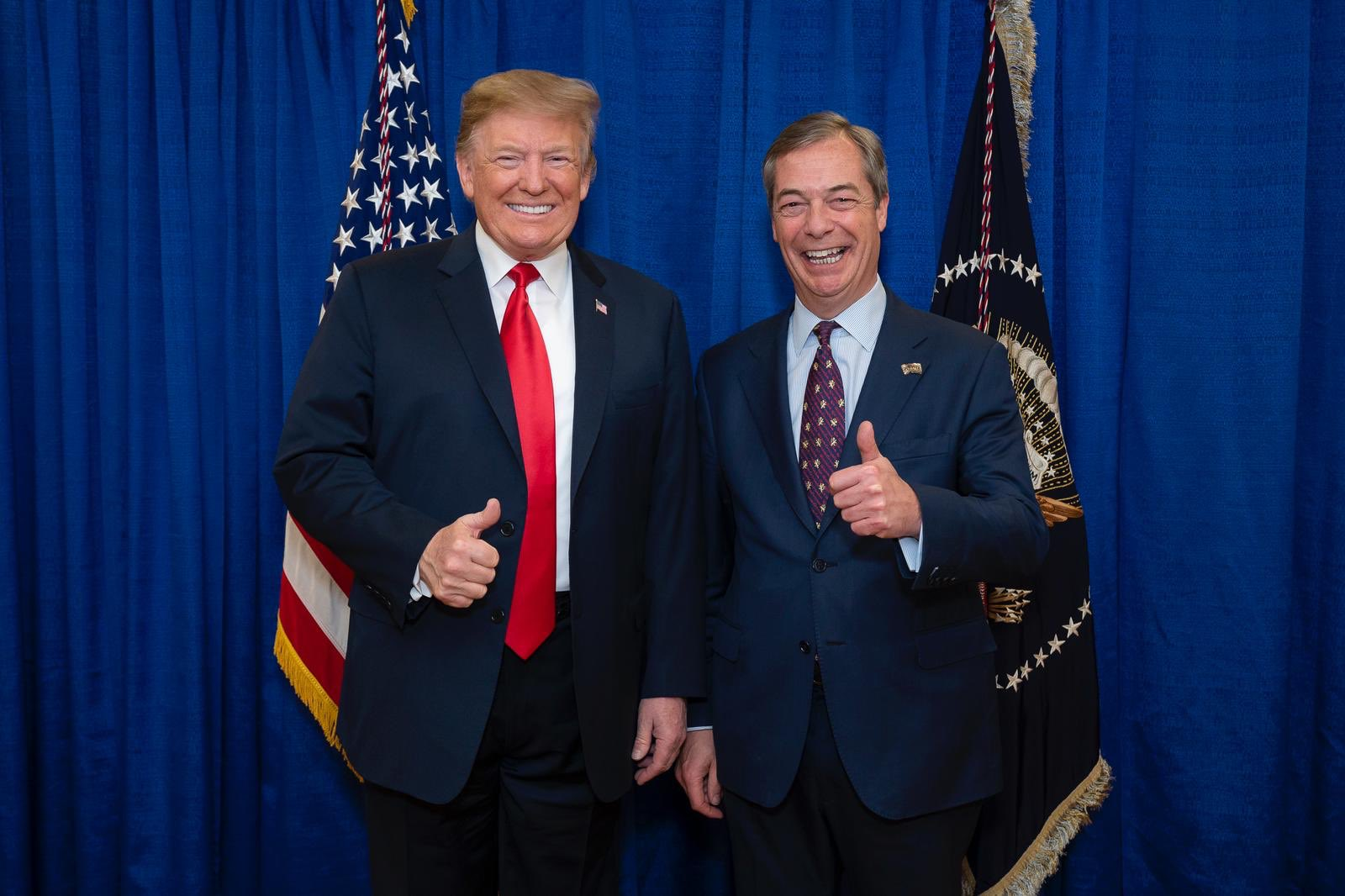
Donald Trump und Nigel Farage im Jahr 2019

Am 25. August 2016 trat Farage zur Unterstützung des republikanischen Präsidentschaftskandidaten Donald Trump auf einer Versammlung von 15.000 Aktivisten in Jackson (Mississippi) auf und rief sie auf, sich „gegen das Establishment“ in Washington zu erheben.
Im Oktober 2016 lobte Farage Trump dafür, dass er Hillary Clinton „wie ein Silberrückengorilla“ dominiert habe, kritisierte aber auch dessen Äußerungen im Wahlkampf über Frauen, Muslime und Mexikaner.
Trump seinerseits schlug in einem Tweet am 22. November 2016 Farage für den Posten des britischen Botschafters in den Vereinigten Staaten vor. Die britische Regierung erwiderte darauf, dass der Botschafterposten schon mit Kim Darroch besetzt sei, der sein Amt erst im Januar 2016 angetreten habe, und dass Botschafter üblicherweise mindestens vier Jahre im Amt seien. Der frühere Botschafter Christopher Meyer erklärte, dass man „den Vorschlag anhören könne und ihn dann höflich, aber entschieden ablehnen“ werde. In einem Kommentar meinte Farage, dass der Regierung die Abneigung gegen ihn, UKIP und den Ausgang des Referendums wichtiger sei als die Dinge, die für das Land gut seien. Er sei „in einer guten Position, mit der Unterstützung des Präsidenten seinem Land zu helfen“.
Auch bei der Präsidentschaftswahl 2020 in den Vereinigten Staaten trat Farage wiederholt als Wahlkampfredner für Donald Trump auf.

### Parteiaustritt aus der UKIP
Nachdem der UKIP-Vorsitzende Gerard Batten am 22. November 2018 den umstrittenen Tommy Robinson zu seinem Berater ernannt hatte, rief Farage zur Abwahl von Batten auf. Dieser ziehe UKIP „in eine schändliche Richtung“. UKIP müsse sich bemühen, eine „nichtrassistische, nichtsektiererische Partei“ zu sein. Wenige Tage später erklärte er am 4. Dezember 2018 seinen Austritt aus der Partei. Zur Begründung meinte er, dass er UKIP „kaum mehr wiedererkennen“ könne und dass sie extremistischen Strömungen gegenüber blind geworden sei. Der Vorsitzende Batten sei geradezu besessen vom Thema „Islam“ – nicht nur „Islamismus“ – und ebenso von der Person Tommy Robinsons. Die Verbindung mit Robinson und der English Defence League werde UKIP „weg von einer parlamentarischen Partei hin zu einer Partei des Straßen-Aktivismus“ führen.

### Brexit Party und Reform UK ab 2019
Anfang 2019 gründete sich mit Wissen und Unterstützung von Nigel Farage die Brexit Party. Kurze Zeit später trat Farage der Partei bei, wurde ihr Vorsitzender und trat mit ihr bei der anstehenden Europawahl an. Die Partei wurde mit 30,5 % stimmenstärkste Partei, Farage zog als einer von 29 Abgeordneten der Brexit Party erneut ins Europäische Parlament ein. Mit dem Ende der EU-Mitgliedschaft am 31. Januar 2020 endete auch sein Mandat im europäischen Parlament.
Im Wahlkampf zur Britischen Unterhauswahl 2019 wurde Farage in polizeiliche Ermittlungen verstrickt, nachdem er behauptet hatte, aus Reihen der Konservativen sei ihm und weiteren Mitgliedern der Brexit Party die Peerswürde und damit ein Sitz im House of Lords angeboten worden, sollten sie nicht bei der Wahl antreten. Scotland Yard leitete daraufhin eine Untersuchung ein.
Die Brexit Party wurde Anfang 2021 in Reform UK umbenannt. Am 6. März 2021 gab er seinen Rücktritt als Vorsitzender der Reform UK bekannt. Sein Nachfolger in diesem Amt wurde Richard Tice.
Farage äußerte im Mai 2023 die Meinung, dass der Brexit gescheitert sei. Er warf den Konservativen schweres Missmanagement vor und behauptete, die britische Wirtschaft werde noch stärker reguliert als früher in der EU (Zitat: „Wir haben den Schutz der Grenzen nicht hingekriegt, wir haben Brexit nicht hingekriegt, die Tories haben uns arg im Stich gelassen“). Vielleicht müsse er aus seinem politischen Ruhestand in die nationale Politik zurückkehren.
Nachdem er entsprechende Vermutungen zuvor mehrfach entschieden dementiert hatte, gab er am 4. Juni 2024 seine Rückkehr in die britische Tagespolitik bekannt. Er übernahm erneut den Vorsitz von Reform UK und ließ sich als Kandidat der Partei für die anstehende Unterhauswahl 2024 im Wahlkreis Clacton aufstellen. Farages Ankündigung wurde als ungünstige Nachricht für die Konservative Partei gesehen, die sich vor der Wahl in einem Umfragetief befand und befürchten musste, dass Reform UK unter der Führung von Farage den Konservativen weitere Wähler abtrünnig machen könnte. Bei der Wahl sammelte er mehr Stimmen als sein Konkurrent und zog mit seiner Partei Reform UK als einer von fünf Abgeordneten ins britische Unterhaus ein.
Zuletzt fiel Nigel Farage mit zunehmenden anti-westlichen, anti-ukrainischen sowie prorussischen Aussagen auf.

## Familie
Von 1988 bis 1997 war er mit der irischen Krankenschwester Gráinne Hayes verheiratet, mit der er zwei Kinder hat. Seit 1999 ist Farage in zweiter Ehe mit der Deutschen Kirsten Mehr verheiratet, auch aus dieser Ehe gingen zwei Kinder hervor. Seit 2017 lebt das Paar voneinander getrennt. Die zwei Kinder aus seiner Ehe mit Kirsten Mehr haben sowohl die britische als auch die deutsche Staatsangehörigkeit.